# Nokia 6630
Il Nokia 6630 è uno smartphone 3G prodotto da Nokia che utilizza la piattaforma Series 60 basata su Symbian.
Introdotto nel novembre 2004, questo cellulare è l'evoluzione del 6600 e del 6620. 
È anche un telefono GSM tri-band.
Il Nokia 6630 è stato il primo telefono a consentire un roaming globale; in precedenza i telefoni GSM europei non funzionavano negli USA dove esiste il sistema GSM1900 o come in Giappone dove gli standard 2G sono diversi.
Il 6630 usava senza particolari configurazioni il sistema utilizzato in Giappone (W-CDMA) come nel GSM1900 USA e Canada.
Nokia sottolinea che il 6630 era il primo cellulare dual-mode, tri-band prodotto per funzionare con i network 3G (WCDMA), EDGE e 2G capace di funzionare in Europa, Asia e nelle Americhe. È stato inoltre il primo telefono 3G introdotto sul mercato. Il suo soprannome in fase di sviluppo era Charlie.
Il Nokia 6630 è stato uno dei terminali con maggior successo prodotto dalla casa finlandese Nokia. Godeva di ottime prestazioni e l'utilizzo delle applicazioni come dei giochi risultava fluido e appagante.

## Caratteristiche tecniche
- Sistema operativo: Symbian OS 8.0a Series60 v2.6
- Chipset: TI OMAP 1710
- CPU: ARM926EJ-S 220 MHz
- RAM: 16 MB
- Memoria video: 716 Kb
- Memoria interna: 30MB (6MB disponibili, 24MB occupati dal sistema operativo)
- Fotocamera: 1.3 Megapixel (1280×960 pixel), zoom digitale 8x, video 176x144
- Audio: uscita mono posta in alto.
- Entrate poste nella parte bassa della macchina: microfono, connettore pop-port(TM), caricabatterie
- Alloggiamenti interni: SIM card, MMC (fino a 2 GB), batteria al litio BL-5C da 900 mAh (autonomia effettiva utilizzo medio = 48 Ore)
- Schermo: 65 536 colori, matrice attiva, risoluzione 176 x 208 TFT pixel
- Java: MIDP 2.0
- Connessioni: Bluetooth v1.2
- Browser: XHTML
- Funzioni vocali: Comandi vocali, chiamata vocale, registratore vocale, vivavoce integrato